# 王君愕
王 君愕（おう くんがく、595年 - 645年）は、隋末唐初の軍人。本貫は洺州邯鄲県。

## 経歴
隋の行唐県主簿の王節の子として生まれた。大業末年、并州の王君廓が邯鄲を侵略すると、君愕は王君廓のもとを訪れて、井陘の険に拠って形勢を観望し、真主に帰順して、富貴を図るよう勧めた。王君廓はその言葉を聞き入れて、井陘山に駐屯した。1年あまりして、唐軍が関中に入って平定すると、君愕は王君廓とともに部下1万人あまりを率いて唐に降伏した。大将軍に任じられ、校尉を兼領した。秦王李世民の幕府に入って、その将となり、戦功により上柱国となり、玄真府別将に任じられ、新興県開国侯に封じられた。ほどなく左翊衛中郎将に転じた。のちに爵位を公に進めた。右領軍将軍となり、左武衛将軍に転じた。貞観18年（644年）、唐の第1次高句麗遠征に参加し、左屯営兵馬を兼領した。貞観19年（645年）、遼東の駐蹕山で唐軍の先鋒をつとめて、6月22日に奮戦して戦死した。享年は51。左衛大将軍・都督幽易嬀平檀燕六州諸軍事・幽州刺史の位を追贈され、邢国公に爵位を進められた。10月14日、昭陵に陪葬された。
子に王及善があった。

## 伝記資料
- 『旧唐書』巻90 列伝第40
- 『新唐書』巻116 列伝第41
- 大唐故幽州都督邢国公王君之墓誌銘（王君愕墓誌）